# Pueblo (tabacco)

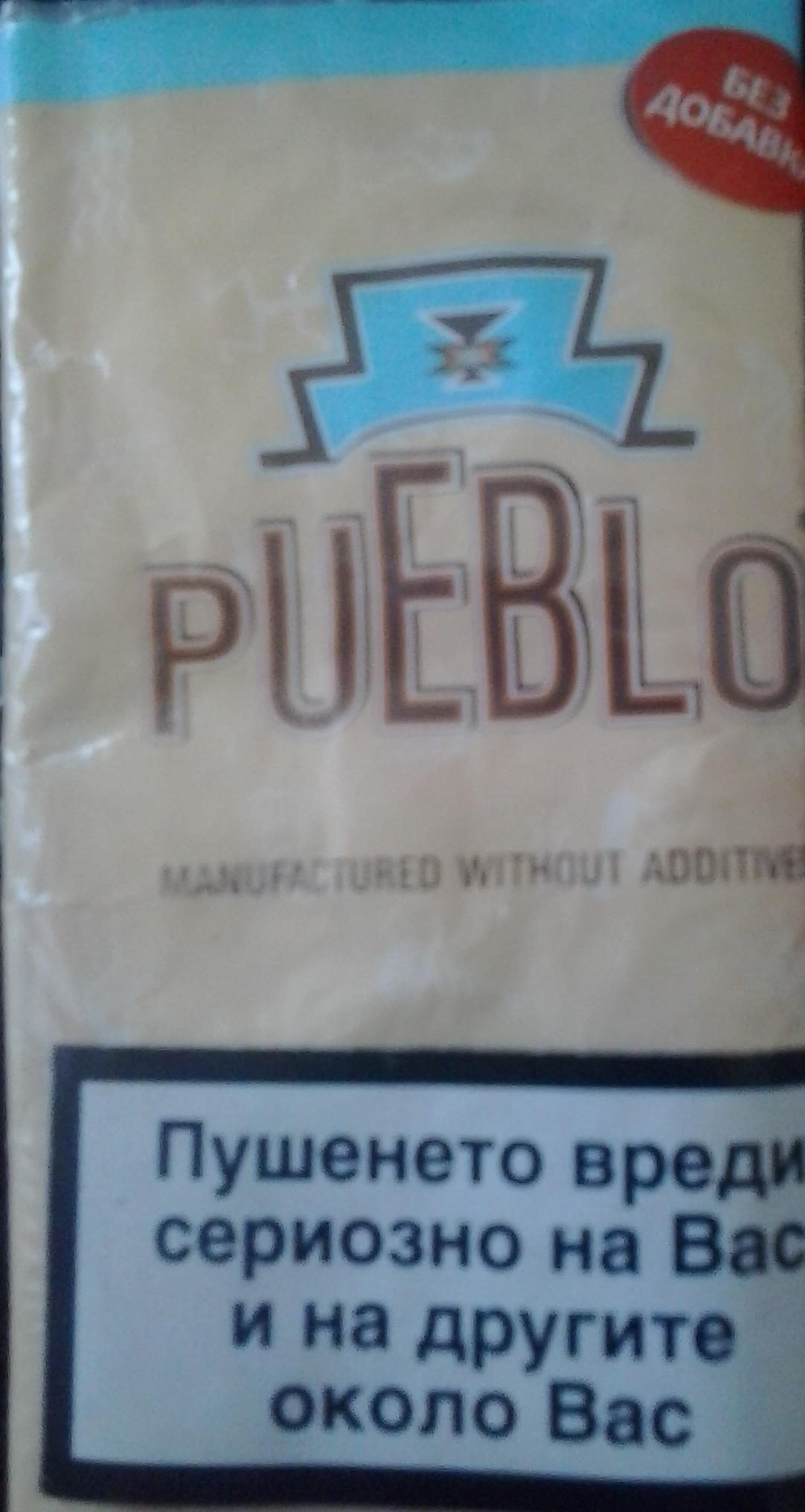
Confezione bulgara del tabacco Pueblo.

Il Pueblo è una miscela di tabacchi Virginia. Viene prodotto dalla Pöschl Tabak, che ha ottenuto la certificazione International Food Standard (IFS).

## Caratteristiche
Il tabacco Pueblo è un trinciato per sigarette naturale al 100%, che non utilizza conservanti o sostanze umidificanti.

## Tipologie
È venduto in confezioni da 10 pz nelle varietà:
- Classic (miscela tradizionale)
- Blue (miscela tradizionale)
- Burley (miscela di tabacchi burley e java)
- Pink (miscela più scura e aromatica)

Il trinciato nelle confezioni:
- Busta da 30 gr Classic, Blue e Burley
- Barattolo da 100 gr Classic e Blue
- Barattolo da 75 gr Classic